# Rubén Martínez Pérez
Rubén Martínez, jugador español de baloncesto, nacido en Madrid el 12 de diciembre de 1985.

## Trayectoria
Comenzó a jugar en el C.D. La Paz de Parla, donde permaneció hasta el año 2002 en el que fichó por el C.B Fuenlabrada.
En Fuenlabrada, pasó por distintas categorías: Junior, Sub-20, Nacional y EBA hasta su debut en ACB, la máxima categoría del baloncesto español, que se produjo el 27/12/2005 en el partido Alta Gestión Fuenlabrada - Ricoh Manresa.
Una vez finalizada su etapa en Fuenlabrada, en la temporada 2007-2008, ha pasado por diferentes equipos profesionales españoles: Autocid Ford Burgos, ADT Tarragona, C.B Navalcarnero, C.D Huelva La Luz, C.B Plasencia Extremadura, C.B. Las Rozas, Real Canoe N.C, Fundación Baloncesto Fuenlabrada, y de nuevo Real Canoe N.C, que es su equipo actual.
A lo largo de su carrera Rubén Martínez ha sido el jugador más destacado en varios torneos importantes de formación, como el circuito Sub-20 ACB, así como en las diferentes categorías de la FEB.